# Dům Karla Hubáčka
Dům Karla Hubáčka je rodinný dům v Liberci v místní části Starý Harcov, který stojí v Alšově ulici v zahradě. Dům není kulturní památkou.

## Historie
Montovaný dům byl postaven podle původního projektu z roku 1959, jehož autory byli Karel Hubáček, Vlastimil Šedo, Josef Patrman a Václav Bůžek z Krajského projektového ústavu v Liberci, investorem MNV Liberec. Stavba byla prototypem zamýšleného, ale nerealizovaného rozsáhlejšího projektu variabilního obydlí, prezentovaného během Libereckých výstavních trhů v roce 1961. Původní rozpočet do 70 000 korun (cena tehdejšího bytu v panelovém domě) byl překročen na dvojnásobek. Nikdo však patent nepřevzal a dům nenabízel a tak zůstal pouze prototyp. V roce 1962 se do něj architekt Hubáček s rodinou nastěhoval a prožil v něm zbytek života.
V létě 2024 se dům otevřel návštěvníkům.

## Popis
Dům v podobě kostky tvoří ocelové nosníky, překlady a průvlaky; do nich jsou vsazeny panely jako výplně. Subtilní ocelové sloupy slouží stále jen s malými úpravami pláště. Fasádu tvoří omítka Cerami a částečné obložení dřevem. Z přízemí s garáží se vystupuje kovovým schodištěm do patra s hlavními obytnými místnostmi. Z obývacího pokoje lze přejít do soukromých místností buď přes chodbu nebo přes kuchyň. Díky nosné ocelové konstrukci je dům variabilní, mezi ložnicemi má posuvnou stěnu.
Na výstavbu této experimentální stavby se použily lokální zdroje, například břidlice, která se na místě lisovala do stavebních panelů. Původně bylo zamýšleno stavět dům jako solitérní stavbu, vytvářet dvojdomy, řadové domy nebo přidat další patro.
Hubáček postupně odhaloval nedostatky projektu a stavba tak prošla úpravami. Dům byl obložen z důvodu snížení tepelného úniku a zastřešen pultovou střechou se sklonem.